# Ketchikan
Ketchikan város az USA Alaszka államában, Ketchikan Gateway megyében, melynek megyeszékhelye is. Lakosainak száma 8192 fő (2020. április 1.).

## Népesség
A település népességének változása:
| Lakosok száma | 40   | 8050 | 8192 |
|               | 1890 | 2010 | 2020 |